# Se (Gino Paoli)
Se è un album di Gino Paoli, pubblicato dalla Grande Lontra nel 2002.

## Tracce
1. All'est niente di nuovo (L'elmetto) (Gino Paoli) - 3.11
2. Un altro amore (Paoli) - 3.27
3. Se la storia (Paoli) - 3.33
4. Come ieri (Paoli) - 3.21
5. Se tu se io (Paoli) - 3.15
6. Un altro mondo (Paoli) - 3.42
7. Come fosse normale (Paoli) - 3.20
8. La mela (Paoli) - 4.18
9. Certi giorni (Paoli) - 3.08
10. I viaggiatori (Paoli) - 3.16
11. Padre papà (Paoli) - 2.44

## Formazione
- Gino Paoli – voce
- Maurizio Pica – chitarra classica
- Vito Mercurio – basso, contrabbasso
- Adriano Pennino – tastiera, pianoforte
- Maurizio Fiordiliso – chitarra acustica, chitarra elettrica
- Lele Melotti – batteria
- Rosario Jermano – percussioni
- Alessandro Quarta – violino
- Piero Salvatori – violoncello
- Mario Arcari – oboe, flauto